# Святицкий сельсовет
Святицкий сельсовет — упразднённая административная единица на территории Ляховичского района Брестской области Белоруссии. Упразднён в 2013 году, его населённые пункты вошли в состав Кривошинского сельсовета.

## Состав
Святицкий сельсовет включал 2 населённых пункта:
- Новосёлки — деревня.
- Святица — деревня.